# Marco Parolo
Marco Parolo (Gallarate, provincia de Varese, Italia, 25 de enero de 1985) es un exfutbolista italiano que jugaba de centrocampista.

## Selección nacional
Fue internacional con la selección de fútbol de Italia en 36 ocasiones. Debutó el 29 de marzo de 2011, en un encuentro amistoso ante la selección de Ucrania que finalizó con marcador de 2-0 a favor de los italianos. El 13 de mayo de 2014 el entrenador de la selección italiana, Cesare Prandelli, lo incluyó en la nómina preliminar de 30 jugadores convocados para la Copa Mundial de Fútbol de 2014. Fue confirmado en la lista definitiva de 23 jugadores el 1 de junio.

### Participaciones en Copas del Mundo
| Mundial                        | Sede   | Resultado    |
| ------------------------------ | ------ | ------------ |
| Copa Mundial de Fútbol de 2014 | Brasil | Primera fase |

### Participaciones en Eurocopas
| Eurocopa      | Sede    | Resultado        |
| ------------- | ------- | ---------------- |
| Eurocopa 2016 | Francia | Cuartos de final |

## Clubes
| Club            | País   | Año       |
| --------------- | ------ | --------- |
| Calcio Como     | Italia | 2004-2005 |
| A. C. Pistoiese | Italia | 2005-2007 |
| Foligno Calcio  | Italia | 2007-2008 |
| Hellas Verona   | Italia | 2008-2009 |
| A. C. Cesena    | Italia | 2009-2012 |
| Parma F. C.     | Italia | 2012-2014 |
| S. S. Lazio     | Italia | 2014-2021 |

## Palmarés

### Títulos nacionales
| Título              | Club        | País   | Año     |
| ------------------- | ----------- | ------ | ------- |
| Supercopa de Italia | S. S. Lazio | Italia | 2017    |
| Copa Italia         | S. S. Lazio | Italia | 2018-19 |
| Supercopa de Italia | S. S. Lazio | Italia | 2019    |